# Кэмэр
Кэмэр (баш. ҡәмәр, ҡамар) — в башкирском костюме широкий мужской пояс с ювелирной пряжкой.
Мужской пояс кэмэр был элементом праздничного (свадебного) костюма. Пряжка кэмэр с чеканкой и вставками из разноцветных обработанных камней.
Для изготовления кэмэр использовали яркое узорное сукно, бархат или шёлк. Украшали пояса вышивкой башкирских орнаментов, позументом, несколькими посеребрёнными или позолоченными металлическими бляхами со вставками каменьев из агата, бирюзы, жемчуга, сердолика. Надевали поверх еляна, камзола.
С помощью такого пояса башкиры подпоясывали свою праздничную верхнюю одежду. За хороший пояс давали скакуна или две коровы.
Похожий пояс был распространён в мужской одежде казахов, татар, узбеков и др. восточных народов.